# باغ کیوسومی
باغ کیوسومی یکی از پارک‌های  توکیو پایتخت ژاپن است.

## رسیدن به پارک
- متروی توکیو، خط هانزومون، ایستگاه کیوسومی شیراکاوا Z 11